# Trimstein
Trimstein (toponimo tedesco) è una frazione di 509 abitanti del comune svizzero di Münsingen, nel Canton Berna (regione di Berna-Altipiano svizzero, circondario di Berna-Altipiano svizzero).

## Storia

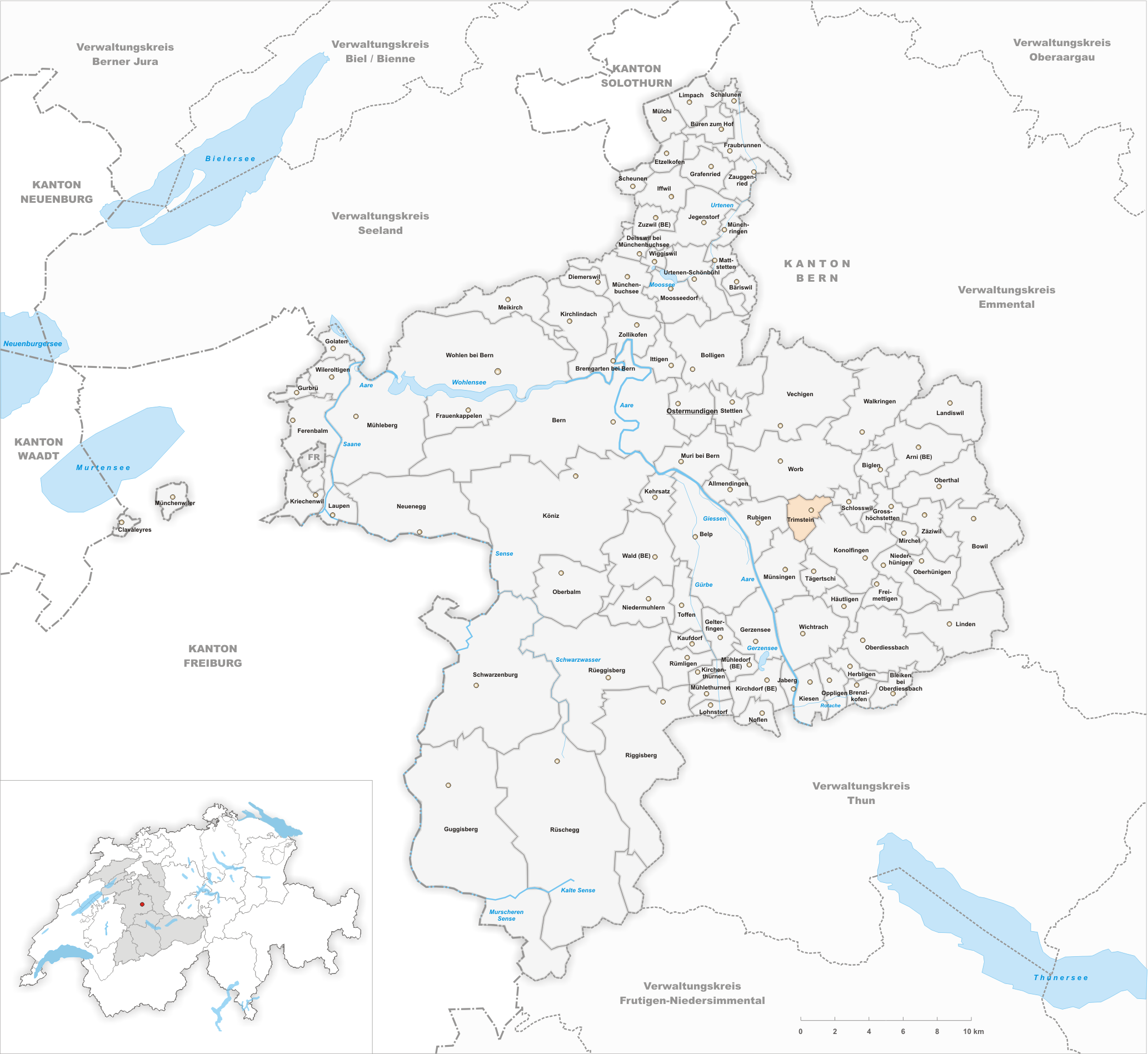
Il territorio del comune di Trimstein prima degli accorpamenti comunali del 2013

Già comune autonomo istituito il 1º gennaio 1993 per scorporo da quello di Rubigen e che si estendeva per 3,6 km², il 1º gennaio 2013 è stato accorpato a Münsingen.

## Monumenti e luoghi d'interesse
- Castello di Eichi, eretto nel 1836[1].

## Società

### Evoluzione demografica
L'evoluzione demografica è riportata nella seguente tabella:
Abitanti censiti

## Amministrazione
Ogni famiglia originaria del luogo fa parte del cosiddetto comune patriziale e ha la responsabilità della manutenzione di ogni bene ricadente all'interno dei confini del comune.